# Saxatilomys paulinae
Saxatilomys paulinae — монотиповий вид роду Saxatilomys з родини мишеві (Muridae).

## Етимологія
- лат. saxatilis — «серед скель», mys з грецької — «миша».

## Характеристика
Швидше за все, тісно пов'язаний з видами родів Niviventer і Chiromyscus. Saxatilomys відрізняється від них щетинистим темно-сірим верхом, темно-сірим матовим низом, великими подушечками ступнів, поєднанням вторинних і первісних черепних і стоматологічних рис.

## Поширення, екологія
Цей вид був записаний лише з 4 пунктів у англ. Khammouan Limestone National Biodiversity Conservation Area в центрі Лаосу, що має карстовий ландшафт. Провінція В'єтнаму Куангбінь має такі ж місця проживання і цей вид зустрічається там. Був зібраний тільки в лісових, кам'янистих місцях проживання. Веде нічний спосіб життя, і дієта, ймовірно, включає комах.

## Загроза та охорона
Немає великих загрози цьому виду, оскільки вапнякове місце проживання в цілому є відносно безпечним від руйнування у масовому масштабі. Тим не менш, дерево в периферичних і важкодоступних карстових районах дуже вразливе до втрати через вирубку і видалення на дрова. Він присутній в  Khammouan Limestone National Biodiversity Conservation Area, офіційно оголошеній в жовтні 1993 року.